# قائمة جزر المحيط الهادئ

مجموعات الجزر الرئيسية الثلاثة في المحيط الهادئ:
ميلانيزيا
ميكرونيسيا
بولنيزيا

هذه قائمة الجزر في المحيط الهادئ، تسمى جزر الهادئ. ثلاث مجموعات من الجزر في المحيط الهادئ هم ميلانيزيا وميكرونيسيا وبولينيزيا. اعتمادا على السياق، قد تشير جزر المحيط الهادئ إلى البلدان والجزر ذات الأصول الأسترونيزية، أو الجزر التي كانت مستعمرة سابقا أو مستعمرة حاليا، أو أوقيانوسيا. تمَّ تنظيم هذه القائمة حسب الأرخبيل أو حسبَ الوحدة السياسية.

## غموض التسمية والتجمعات
اكتسب المصطلح الشامل جزرالمحيط الهادئعدة معاني. في بعض الأحيان يستخدم للإشارة فقط إلى الجزر المحددة على أنها تقع داخل أوقيانوسيا. بشكل أكثر شيوعًا، يستخدم المصطلح للإشارة إلى جزر المحيط الهادئ التي كانت مستعمرة سابقة من قبل البريطانيين أو الفرنسيين أو الإسبان أو البرتغاليين أو الهولنديين أو اليابانيين أو من قبل الولايات المتحدة. مثل جزر بيتكيرن وتايوان وبورنيو.
يشمل التعريف الجغرافي الحيوي بشكل شائع الجزر المحيطية داخل ميلانيزيا وميكرونيسيا وبولينيزيا وشرق المحيط الهادئ. تعتبر هذه عادة جزر المحيط الهادئ الاستوائية. قام المؤلفان ديتر مولر دومبوا وفريدريك ريموند فوسبرج بتقسيم جزر المحيط الهادئ الاستوائية إلى الاقسام الفرعية التالية:
- غرب ميلانيزيا
  - أرخبيل بسمارك وجزر أخرى شرق غينيا الجديدة مباشرة
  - بوغانفيل وجزيرة بوكا
  - جزر سليمان
- شرق ميلانيزيا
  - جزر سانتا كروز
  - فانواتو
  - كاليدونيا الجديدة
- الجزر شبه الاستوائية في منطقة أستراليا/نيوزيلندا
  - جزيرة لورد هاو
  - جزيرة نورفولك
- ميكرونيزيا
  - جزر بونين وجزر البركان
  - جزيرة ماركوس
  - جزر ماريانا الشمالية
  - جزر ماريانا الجنوبية
  - جزر كارولين
  - ناورو وبانابا
  - جزيرة ويك
  - جزر مارشال
  - جزر جيلبرت (كيريباتي)
- بولينيزيا الوسطى
  - جونستون أتول
  - جزر فينيكس
  - جزر الخط
  - جزيرة هاولاند، جزيرة بيكر، جزيرة جارفيس، جزيرة مالدن وجزيرة ستاربك
  - توفالو وتوكيلاو وجزر كوك الشمالية (بوكابوكا وناساو وراكاهانغا ومانيهيكي وبنرين وسوارو وبالميرستون)
- بولينيزيا الغربية
  - تونغا
  - ساموا
  - واليس وفوتونا
  - نيوي
- بولينيزيا الشرقية
  - باقي جزر كوك
  - جزر أوسترال
  - جزر المجتمع
  - أرخبيل تواموتو وجزر بيتكيرن
  - جزيرة إيستر وسالاس وغوميز  [لغات أخرى]‏
  - جزر ماركيساس
- شمال بولينيزيا
  - جزر هاواي
- جزر المحيط الهادئ في شرق المحيط الهادئ
  - جزر ريفيلاجيجيدو
  - جزيرة كوكوس وجزيرة مالبيلو
  - جزيرة كليبرتون
  - جزر غالاباغوس
  - جزر ديسفينتوراداس
  - جزر خوان فرنانديز

### تجمع أوقيانوسيا
أستراليا
- قائمة جزر أستراليا نشمل:
  - جزر بحر كورال
    - جزيرة ويليس

  - جزيرة لورد هاو
  - جزيرة نورفولك
  - جزر مضيق توريس

كندا
- قائمة جزر كولومبيا البريطانية تشمل:
  - هايدا جاوي، وحوالى 400 جزيرة بالقرب من الاسكا
    - جزيرة جراهام، الجزيرة الرئيسية الشمالية
    - جزيرة مورسبي، الجزيرة الرئيسية الجنوبية

  - جزيرة فانكوفر، أكبر جزيرة كندية في المحيط الهادئ
    - جزر الخليج

تشيلي
- جزيرة شيلوي
- جزر ديسفانتوراداس
- جزيرة ايستر
- جزيرة سالاس وجوميز
- جزر خوان فيرنانديز

الصين
- قائمة جزر الصين

كولومبيا
- جزيرة جورجونا
- جزيرة مالبيلو

جزر كوك
- ايتوتاكي
- اتيو
- باماتي (بالميرستون)
- مانجايا
- مانيهيكي (هومفري)
- مانوي (هيرفي)
- ماوك (باري)
- ميتيارو (نوكوروا)
- ناساو
- بوكابوكا (الخطر)
- راكاهانجا (رايسون)
- روروتونجا
- سوارو
- تاكوتيا
- تونجاريفا

كوستاريكا
- جزيرة كوكوس

الإكوادور
- جزر جالاباجوس
- جزيرة بونا

فيجي
- جزر برينسيبال
  - فيتي ليفو
  - فانوا ليفو

فرنسا
- جزيرة كليبرتون
- بولينيزيا الفرنسية
  - جزر اوسترال
    - توبواي

  - جزر المجتمع
    - جزر ويندوارد
      - موريا
      - تاهيتي
      - تيتياراو
      - ماياو
      - ميهيتيا

    - جزر ليوارد
      - بورا بورا
      - هواهيني
      - ماوبيتي
      - راياتي & تاها
      - توباي
      - موبيليا
      - مانياو
      - موتو وان

  - ماركيساس
    - فاتو هيفا
    - هيفا اوا
    - ايوبا
    - نوكو هيفا
    - تاهواتا
    - اوا هاكو بين
    - اوا بو

  - تواموتوس
    - رانجيراو
    - فاكارافا
    - موروروا
    - فانجاتاوفا

  - جزر جامبير
    - مانجاريفا
    - جزيرة هيلينا
- كاليدونيا الجديدة
  - جراند تيري (كاليدوينا الجديدة)
  - جزر تشيسترفيلد
  - جزر دو مولاج
    - جزيرة بينس (الدبابيس)
    - جزر بيليب
    - كاليدونيا الجديدة

  - جزر لوياليتي (جزر الولاء)
    - باجاو
    - جزيرة ليفي
    - جزيرة ماري
    - جزيرة اوفيا
    - جزيرة تيجا

  - جزيرة ماثيو وجزيرة هانتر
- جزر واليس وفوتونا
  - الوفي
  - فوتونا
  - واليس

اندونيسيا
- غينيا الجديدة الغربية

اليابان
- قائمة جزر اليابان
- الجزر الرئيسية الخمسة:
  - هوكايدو، ثاني أكبر جزيرة رئيسية
  - هونشو، أكبر جزيرة والأكثر اكتظاظا بالسكان يوجد بها العاصمة طوكيو
  - كيوشو، ثالث أكبر جزيرة رئيسية والاقرب إلى البر الرئيسي الاسيوي
  - شيكوكو، ثاني اصغر جزيرة رئيسية بعد اوكيناوا تقع بين هونشو وكيوشو
  - اوكيناوا، اصغر جزيرة والابعد جنوبا من الجزر الرئيسية
- جزر بارزة أخرى
  - جزيرة ماركوس
  - جزر اوكينوتوري

كيريباتي
- جزيرة كارولين
- جزيرة فلينت
- جزر جيلبرت
- جزر الخط
  - كيريتيماتي/جزيرة الكريسماس
- جزيرة مالدين
- جزيرة فينوكس
- جزيرة ستاربك
- جزيرة تابواران/جزيرة فانينج
- جزيرة تيرايانا/جزيرة واشنطن
- جزيرة فوستوك

ماليزيا
- سيبادان

جزر مارشال
- جزر مارشال
  - بيكيني
  - اينيويتاك
  - كواجالين
  - رونجيلاب
  - ماجورو

المكسيك
- جزيرة سيدروس
- جزيرة تيبرون
- جزر ريفالاجيجيدو
- جزيرة جوادالوبي

ميكرونيسيا
- جزر ولايات ميكرونيسيا المتحدة
  - جزر كارولين
  - بوهنباي
  - ياب
    - يوليتهي

  - شوك
    - بولووات

  - كوسراي

ناورو
- ناورو، الدولة جزيرة واحدة

نيوزيلندا
- جزر نيوزيلندا، حوالى 600 جزيرة تشمل:
  - جزر اوكلاند
  - جزر تشاتام
    - جزيرة تشاتام
    - جزيرة بيت

  - جزيرة دورفيل
  - جزيرة جريت بارير
  - جزيرة كابيتي
  - جزر كيرماديك
    - جزيرة ماكاولي
    - جزيرة راؤول

  - الجزيرة الشمالية
  - الجزيرة الجنوبية
  - جزيرة ستيوارت
  - جزيرة وايهيكي
- توكيلاو
  - اولوهيجا (جزيرة البقع)

نيوي
- نيوي، دولة بجزيرة واحدة

بالاو
- انجور
- بابيلداب
- جزر كارولين
- كايانجيل
- جزيرة نجيريكيبيسانج
- اوريور
- بيليليو
- الجزر الجنوبية الشرقية

بنما
- جزر بيرل

بابوا غينيا الجديدة
- قائمة جزر بابوا غينيا الجديدة
  - غينيا الجديدة النصف الشرقي
  - ارخبيل بيسمارك
    - الجزر الاميرالية
      - جزيرة مانوس

    - جزيرة كراكر
    - بريطانيا الجديدة
    - ايرلندا الجديدة
    - مجموعة سانت ماتياس

  - ارخبيل جزر سليمان
    - بوجينفيل
    - جزيرة بوكا

  - جزر تروبرياند
    - كيريوينا

  - جزيرة وودلارك
  - جزر دينتريكاستي
    - جزيرة فريجسون
    - جزيرة جوداينف goodenough island
    - جزيرة نورمانبي

  - ارخبيل لويزيادي
    - جزيرة ميسيما
    - جزيرة تاجولا
    - جزيرة روسيل
    - ساماراي

  - جزيرة دارو
  - جزيرة كيواي

الفلبين
- قائمة جزر الفلبين
  - ميانجاس
  - جزر سبارتلي
  - جزيرة بالماس
  - سكوربورو شاول

روسيا
- قائمة جزر روسيا
  - جزر الكوريل
  - سخالين

ساموا
- ساموا

جزر سليمان
- بيلونا
- شويسيل
- جزيرة فلوريدا
- جوادال كانال
- مالايتا
- ماراماسيك
- جزر جورجيا الجديدة
- رينيل
- جزر روسيل
- سان كريستوبال
- جزر سانتا كروز
- سانتا ايزابيل
- جزر شورتلاند
- جزر ستيوارت (سيكايانا)
- تولاجي
- اولاوا
- اوكي

تايوان
- تايوان

تونجا
- نيوافو
- جزيرة كابيلز
- فافوا
- كاو
- توفوا
- هاباي
- تونجاتابو
- ايوا

توفالو
- فونافوتي
- نانومانجا
- نانوميا
- نيولاكيتا
- نيوتاو
- نوكوفيتاو
- نوكولايلاي
- فايتوبو

المملكة المتحدة
- جزر بيتكيرن
  - جزيرة بيتكيرن
  - جزيرة هيندرسون
  - جزيرة اوينو
  - جزيرة دوسي

الولايات المتحدة
- جزر الاسكا:
  - جزر الوشيان
  - ارخبيل الكسندر
  - جزيرة نونيفاك
  - جزيرة سانت لورانس
- ساموا الامريكية
  - اونو
  - اوفو اولوسيجا
  - روس اتول
  - جزيرة سوينس
  - تاو
  - توتويلا
- كاليفورنيا:
  - جزر القناة
- جزر هاواي:
  - هاواي
  - كاهولاوي
  - كاواي
  - كاولا
  - لاناي
  - ماوي
  - مولوكاي
  - نيهاو
  - اواهو
- جزر ماريانا:
  - غوام
  - جزر ماريانا الشمالية
    - سايبان
    - روتا
    - تينيان
    - ماوج
    - جزيرة باجان
    - الاماجان
    - فارالون دي باراخوس

فانواتو
- جزر توريس
- جزر بانكس
- اسبريتو سانتو
- مالاكولا
- امبريم
- باما
- ايبي
- جزر شيبيرد
- ايفات
- اورومانجو
- تانا

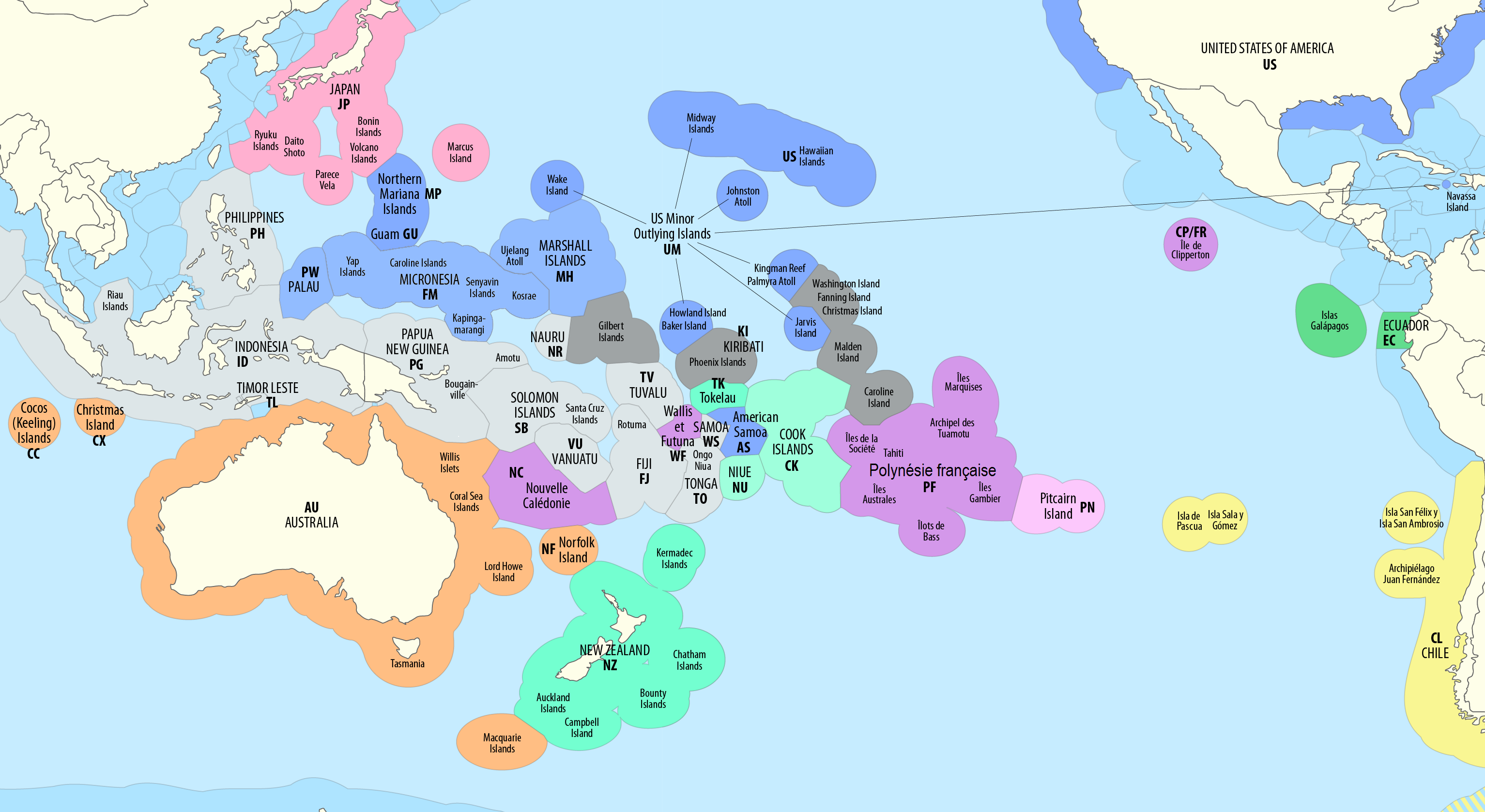
المناطق الاقتصادية الحصرية لأوقيانوسيا والمناطق المجاورة

منذ بداية القرن التاسع عشر، تم تجميع أستراليا وجزر المحيط الهادئ في منطقة تسمى أوقيانوسيا. شملت تعريفات القرن التاسع عشر المنطقة بداية من أرخبيل الملايو، وانتهاء بالقرب من الامريكتين. نادرًا ما يتمُّ تضمين الجزر التي لها روابط تاريخية مع البر الرئيسي الآسيوي (مثل أرخبيل الملايو) في التعريفات الحالية لأوقيانوسيا، ولا توجد جزر بالقرب من آلاسكا وكندا وروسيا. يعتبر الكثيرون أن أستراليا عبارة عن كتلة يابسة بحجم القارة، على الرغم من أنه لا يزال يُنظر إليها أحيانا على أنها جزيرة في المحيط الهادئ؛ هذا يرجع جزئيا إلى السكان الأصليين الذين ارتبطوا بالسكان الأصليين لمناطق مثل ميلانيزيا. أستراليا عضو مؤسس في منتدى جزر المحيط الهادئ، والذي يعرف الآن بأنه الهيئة الرئاسية الرئيسية لمنطقة أوقيانوسيا. بحلول عام 2021، شمل منتدى جزر المحيط الهادئ جميع دول جزر المحيط الهادئ ذات السيادة، مثل ولايات ميكرونيسيا المتحدة وفيجي وتونجا، بالإضافة إلى التبعيات لدول أخرى مثل ساموا الامريكية وبولينيزيا الفرنسية وغوام. أبدت الجزر التي تم دمجها بالكامل في دول أخرى، بما في ذلك جزيرة ايستر (تشيلي) وهاواي (الولايات المتحدة)، اهتماما أيضا بالانضمام. صرح توني ديبروم، وزير الخارجية لجزر مارشال، في عام 2014: «ليس فقط أستراليا شقيقتنا الأكبر في الجنوب وأستراليا عضو في منتدى جزر المحيط الهادئ، وأستراليا جزيرة في المحيط الهادئ، وجزيرة كبيرة، ولكنها من جزء المحيط الهادئ أيضًا».

## قائمة أكبر جزر المحيط الهادئ
جزر المحيط الهادئ، وتبلغ مساحتها أكثر من 10000 كيلومتر مربع.
| الاسم            | المساحة (كم مربع) | الدولة/الدول                   | السكان      | الكثافة السكانية | المنطقة             | المنطقة الفرعية     |
| ---------------- | ----------------- | ------------------------------ | ----------- | ---------------- | ------------------- | ------------------- |
| غينيا الجديدة    | 785,753           | اندونيسيا وبابوا غينيا الجديدة | 15,000,000  | 9.544            | أوقيانوسيا/أستراليا | مالينيزيا           |
| هونشو            | 227,960           | اليابان                        | 103,000,000 | 451.8            | اسسا                | شرق آسيا            |
| سولاوسي          | 174,600           | اندونيسيا                      | 18,455,000  | 105.7            | آسيا                | جنوب شرق آسيا       |
| الجزيرة الحنوبية | 150,437           | نيوزيلندا                      | 1,135,500   | 7.5              | أوقيانوسيا/زيلاند   | أستراليا/بولينيزيا  |
| الجزيرة الشمالية | 113,729           | نيوزيلندا                      | 3,749,200   | 33.0             | أوقيانوسيا/زيلاند   | أستراليا /بولينيزيا |
| لوزون            | 109,965           | الفلبين                        | 48,520,000  | 441.2            | آسيا                | جنوب شرق آسيا       |
| مينداناو         | 104,530           | الفلبين                        | 25,281,000  | 241.9            | آسيا                | جنوب شرق آسيا       |
| تسمانيا          | 90,758            | أستراليا                       | 514,700     | 5.671            | أوقيانوسيا/أستراليا | أستراليا            |
| هوكايدو          | 77,981            | اليابان                        | 5,474,000   | 70.2             | آسيا                | شرق آسيا            |
| سخالين           | 72,493            | روسيا                          | 580,000     | 8.001            | آسيا                | شرق آسيا            |
| تايوان (فورموزا) | 35,883            | تايوان                         | 23,000,000  | 641              | آسيا                | شرق آسيا            |
| كيوشو            | 35,640            | اليابان                        | 13,231,000  | 371.2            | آسيا                | شرق آسيا            |
| بريطانيا الجديدة | 35,145            | بابوا غينيا الجديدة            | 513,926     | 14.62            | أوقيانوسيا          | مالينيزيا           |
| فانكوفر          | 31,285            | كندا                           | 759,366     | 24.27            | أمريكا الشمالية     | شمال أمريكا         |
| شيكوكو           | 18,800            | اليابان                        | 4,141,955   | 220.3            | آسيا                | شرق آسيا            |
| جراند تيري       | 16,648            | كاليدونيا الجديدة (فرنسا)      | 208,709     | 12.54            | أوقيانوسيا/زيلاند   | مالينيزيا           |
| بالاوان          | 12,189            | الفلبين                        | 430,000     | 35.28            | آسيا                | جنوب شرق آسيا       |
| هاواي            | 10,434            | الولايات المتحدة الامريكية     | 185,079     | 17.74            | أوقيانوسيا          | بولينيزيا           |
| فيتي ليفو        | 10,388            | فيجي                           | 600,000     | 56.97            | أوقيانوسيا          | مالينيزيا           |

## جزر المحيط الهادئ حسب المنطقة
انتاركتيكا
- قائمة جزر انتاركتيكا وشبه انتاركتيكا

آسيا
- قائمة جزر قارة آسيا
  - قائمة جزر الصين
  - قائمة جزر اليابان
  - قائمة جزر اندونيسيا
  - قائمة جزر كوريا الجنوبية
  - قائمة جزر الفلبين
  - قائمة جزر روسيا
  - قائمة جزر كوريا الشمالية
  - قائمة جزر فيتنام

أمريكا الشمالية والوسطى
- جزر المحيط الهادئ في أمريكا الوسطى
- قائمة جزر أمريكا الشمالية
  - قائمة جزر كندا (كولومبيا البريطانية)
  - قائمة جزر المكسيك
  - قائمة جزر الولايات المتحدة

- أوقيانوسيا
- قائمة جزر أستراليا
- قائمة جزر بريطانيا
  - قائمة الجزر التابعة لجزر بيتكيرن
- قائمة جزر فيجي
- قائمة جزر فرنسا في المحيط الهادئ
- قائمة جزر هاواي
- قائمة جزر كيريباتي
- قائمة الجزر التابعة لجزر مارشال
- قائمة جزر نيوزيلندا
- قائمة جزر بابوا غينيا الجديدة
- قائمة الجزر التابعة لجزر سليمان
- قائمة جزر تونجا
- قائمة جزر توفالو
- قائمة جزر الولايات المتحدة في المناطق المعزولة
- قائمة جزر فانواتو

أمريكا الجنوبية
- قائمة جزر أمريكا الجنوبية
  - قائمة جزر تشيلي
  - قائمة جزر كولومبيا
  - قائمة جزر الاكوادور
  - قائمة جزر بيرو

## حسب البلد
- المتنازع عليها:
  - جزيرة ماثيو وجزيرة هانتر، تحت إدارة فرنسا كجزء من كاليدونيا الجديدة، لكن فانواتو تطالب بها أيضًا